# ティモ・ゲプハルト
ティモ・ゲプハルト（Timo Gebhart, 1989年4月12日 - ）は、西ドイツ・バイエルン州メミンゲン出身の元サッカー選手。現役時代のポジションはMF。

## 経歴
2004年からTSV1860ミュンヘンのユースチームに所属し、2007年にトップチームに昇格した。2009年1月、VfBシュトゥットガルトに移籍した。2012年7月、1.FCニュルンベルクに移籍した。

## 代表歴
ドイツ代表としてUEFA U-17欧州選手権2006に出場した。